# Emil Berna
Pour les articles homonymes, voir Berna.

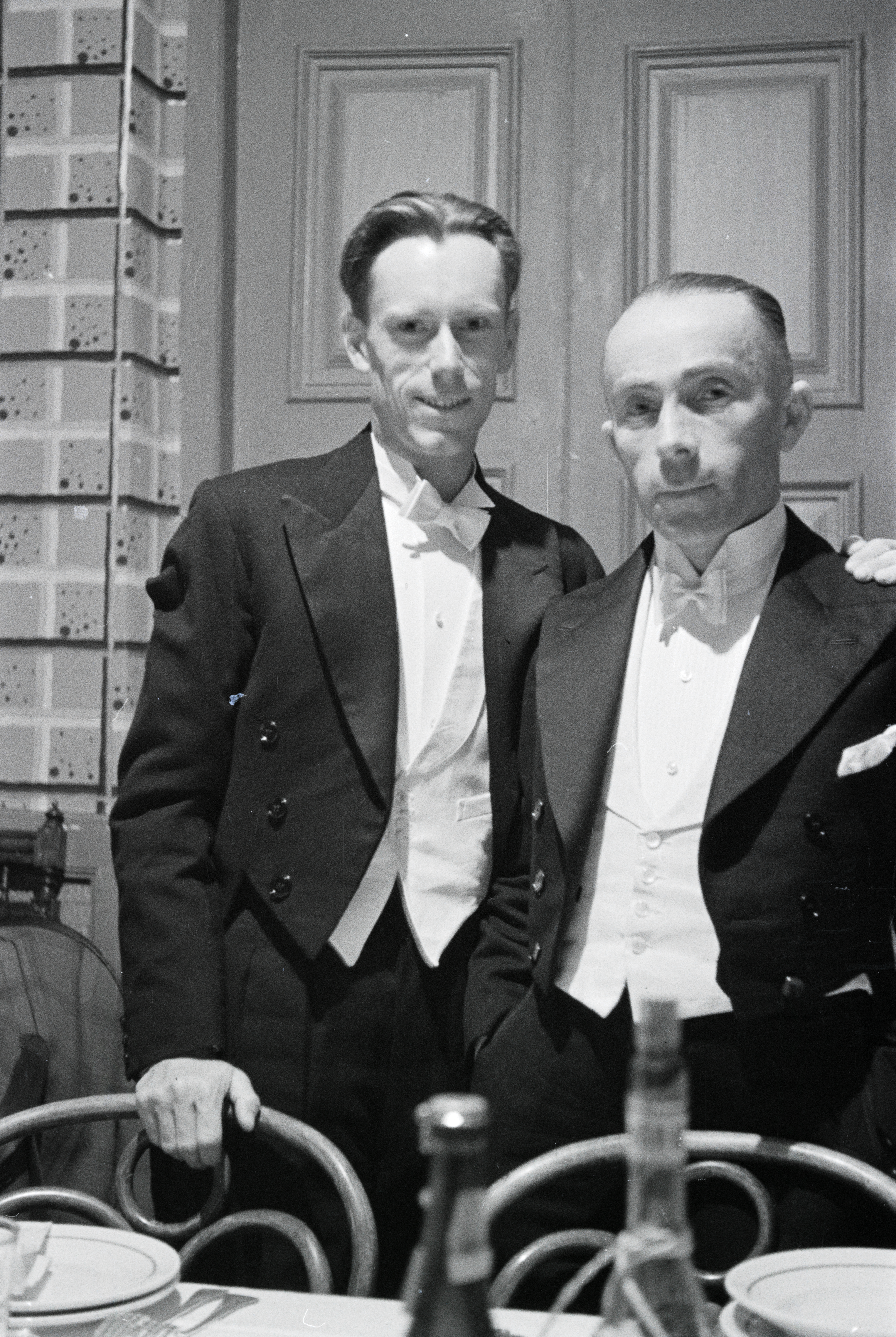
Emil Berna (à gauche) et Walter Mittelholzer (1934).

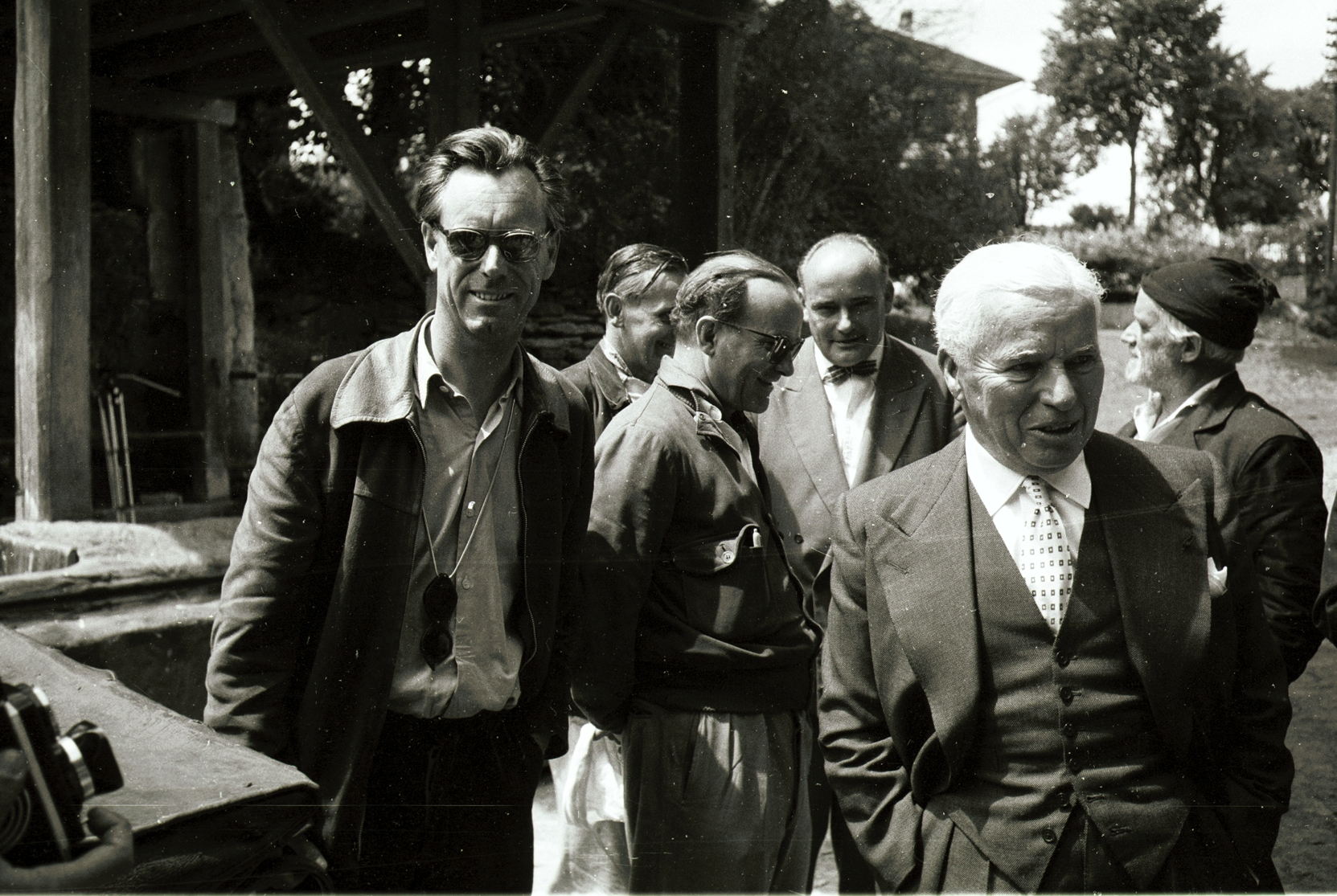
Emil Berna (à gauche) et Charlie Chaplin (1955).

Emil Berna, né le 2 avril 1907 à Zurich et mort le 16 octobre 2000 dans la même ville, est un directeur de la photographie suisse.

## Biographie
En 1924, il travaille comme graphiste sur le documentaire allemand Les Chemins de la force et de la beauté. Puis il devient chef du département d'animation dans les sociétés zurichoises Corona Film et Turicia Film.
Un peu plus tard, il entre à Praesens-Film, qui vient d'être fondée, et a un poste d'assistant directeur de la photographie. En 1930, il devient chef opérateur et participe au développement de la société en signant ses films les plus importants dans les années 1930 et 1940. Son travail est caractérisé par la coopération avec le réalisateur Leopold Lindtberg. Berna met en lumière les paysages des Alpes, contribuant au style du cinéma de montagne.
Cependant, après cet âge d'or, il suit le déclin progressif du cinéma suisse dans les années 1950 et 1960. Comme il n'arrive plus à faire de longs métrages, Berna prend part à des films documentaires et industriels avant de prendre sa retraite en 1964. Il vit ensuite la plupart du temps en Espagne.

## Filmographie sélective
- 1930 : Frauennot – Frauenglück
- 1931 : Feind im Blut
- 1933 : Wie d'Warret würkt
- 1935 : Jä-soo!
- 1938 : Le Fusilier Wipf
- 1939 : L'Inspecteur Studer
- 1940 : Fräulein Huser
- 1940 : Les Lettres d'amour
- 1941 : Gilberte de Courgenay
- 1941 : Landammann Stauffacher
- 1942 : Das Gespensterhaus
- 1942 : Der Schuss von der Kanzel
- 1944 : Marie-Louise
- 1945 : La Dernière Chance
- 1947 : Meurtre à l'asile
- 1948 : Les Anges marqués
- 1949 : Swiss Tour
- 1950 : Quatre dans une jeep
- 1952 : Heidi
- 1953 : Le Village près du ciel
- 1954 : Uli, der Knecht
- 1955 : Heidi et Pierre
- 1955 : Uli der Pächter
- 1956 : Zwischen uns die Berge
- 1957 : Taxichauffeur Bänz
- 1959 : SOS Gletscherpilot
- 1959 : Hinter den sieben Gleisen
- 1960 : Der Teufel hat gut lachen
- 1962 : Es Dach überem Chopf
- 1962 : Der 42. Himmel
- 1963 : Im Parterre links
- 1963 : Der Sittlichkeitsverbrecher

## Source de la traduction
- (de) Cet article est partiellement ou en totalité issu de l’article de Wikipédia en allemand intitulé « Emil Berna » (voir la liste des auteurs).